# John Hubbard Tweedy

John Hubbard Tweedy

John Hubbard Tweedy (* 9. November 1814 in Danbury, Connecticut; † 12. November 1891 in Milwaukee, Wisconsin) war ein US-amerikanischer Politiker. Zwischen 1847 und 1848 vertrat er das Wisconsin-Territorium als Delegierter im US-Repräsentantenhaus.

## Werdegang
John Tweedy besuchte bis 1834 das Yale College. Nach einem anschließenden Jurastudium an der gleichen Universität und seiner im Jahr 1836 erfolgten Zulassung als Rechtsanwalt begann er in Milwaukee in seinem neuen Beruf zu arbeiten. Zwischen 1839 und 1841 war er als Bevollmächtigter und Finanzverwalter im Kanalbau tätig.
Politisch schloss sich Tweedy der Whig Party an. Im Jahr 1842 war er Mitglied des territorialen Regierungsrats im Wisconsin-Territorium; 1846 war er Delegierter auf der ersten verfassungsgebenden Versammlung des zukünftigen Bundesstaates Wisconsin. Bei den Kongresswahlen des Jahres 1846 wurde er als Delegierter seines Territoriums in das US-Repräsentantenhaus in Washington, D.C. gewählt. Dort trat er am 4. März 1847 die Nachfolge von Morgan Lewis Martin an. Er konnte sein Gebiet bis zum 29. Mai 1848 im Kongress vertreten. Danach entstand der neue Staat Wisconsin, der durch reguläre Kongressabgeordnete im US-Repräsentantenhaus vertreten wurde. Bei den entsprechenden Wahlen im Jahr 1848 hat John Tweedy nicht kandidiert. Stattdessen bewarb er sich erfolglos um das Amt des Gouverneurs von Wisconsin. Mit einem Stimmenanteil von 41,1 Prozent unterlag er dem Demokraten Nelson Dewey.
Im Jahr 1853 wurde Tweedy in die Wisconsin State Assembly gewählt. Danach stieg er in das Eisenbahngewerbe ein und wurde Direktor zweier Eisenbahngesellschaften. John Tweedy starb am 12. November 1891 in Milwaukee.